# 151 Abundantia
151 Abundantia este un asteroid din centura principală, descoperit pe 1 noiembrie 1875, de Johann Palisa.